# Bom Jesus do Tocantins (Pará)
Pour les articles homonymes, voir Bom Jesus do Tocantins et Bom Jesus.
Bom Jesus do Tocantins est une municipalité brésilienne située dans l'État du Pará.